# Meta (mitologia)
Meta (en grec antic: Μήτα), filla d'Hoples, va ser la primera esposa d'Egeu, rei d'Atenes.
Segons Apol·lodor, era filla d'Hoples, un dels fills de l'heroi Ió, rei d'Acaia o d'Atenes. No va donar-li fills a Egeu, i aquest la va repudiar i es va casar amb Calcíope, filla de Rexènor, que tampoc li va donar fills i també se'n va divorciar.
Algunes tradicions l'anomenen Melite.